# ملعب محمد بن زايد
ملعب محمد بن زايد (بالإنجليزية: Mohammed bin Zayed Stadium)‏ هو ملعب متعدد الاختصاصات في أبوظبي، الإمارات العربية المتحدة. يتم استخدامه حاليًا في الغالب لمباريات كرة القدم والكريكت وهو الملعب الرئيسي لنادي الجزيرة وتقام عليه بعض مباريات منتخب الإمارات لكرة القدم. سميت باسم محمد بن زايد آل نهيان.
كانت السعة الأصلية للملعب 15 ألف متفرج، لكن يجري توسيعه حاليًا مما سيزيد من سعته ويجعله ساحة رياضية حديثة للغاية ومكيفة الهواء. كما يتضمن مشروع التوسعة برجين سكنيين سيتم بناؤهما على الملعب. تم الانتهاء من نصف المشروع بحلول ديسمبر 2006 واستضاف الملعب كأس الخليج العربي 18 في الشهر التالي. وفازت الإمارات بالبطولة في الملعب الذي استقبل 24 ألف متفرج. تم توسيع الملعب مرة أخرى لبطولة كأس آسيا 2019.

## كأس آسيا 2019
استضاف استاد محمد بن زايد سبع مباريات في بطولة كأس آسيا 2019، بما في ذلك مباراة في دور الستة عشر ومباراة في ربع النهائي ومباراة في نصف النهائي.
في مباراة نصف النهائي بين قطر والإمارات العربية المتحدة المضيفة، ألقى مشجعو قطر الزجاجات والأحذية على أرض الملعب. وسبق هذا السلوك صيحات استهجان من مشجعي الإمارات للنشيد الوطني القطري. وفازت قطر 4-0 على الرغم من الموقف، ووصلت إلى نهائي كأس آسيا لأول مرة.